# Abtswind
Abtswind là một đô thị thuộc huyện Kitzingen trong bang Bayern của nước Đức.